# Afromochtherus griseola
Afromochtherus griseola là một loài ruồi trong họ Asilidae. Afromochtherus griseola được Oldroyd miêu tả năm 1960. Loài này phân bố ở vùng nhiệt đới châu Phi.